# NGC 1484
NGC 1484 is een spiraalvormig sterrenstelsel in het sterrenbeeld Eridanus. Het hemelobject werd op 28 november 1837 ontdekt door de Britse astronoom John Herschel.

## Synoniemen
- PGC 14071
- ESO 359-6
- MCG -6-9-36
- AM 0352-370
- IRAS 03524-3706